# 小平事件
小平事件（こだいらじけん）は、1945年（昭和20年）から1946年（昭和21年）にかけて、東京都とその周辺で発生した連続強姦殺人事件である。小平義雄事件とも称する。

## 概要
太平洋戦争末期から敗戦直後の東京において、言葉巧みに若い女性に食糧の提供や就職の斡旋を持ちかけ、山林に誘い出したうえで強姦して殺害するという手口で行われた連続殺人事件である。当時は戦中・戦後の食糧難で、ラジオ放送のインタビューの内容が「何を食べているか？」、子供へのインタビューにおいて最近嬉しかったことを聞くと「米やパンが配給された」と回答するほど、人々が食を求めていた時代であり、食糧の提供や就職斡旋といった言葉は魅力的だった。鈴木厚は一連の事件について「犯罪史上最も凶悪」な事件であり、かつ「当時の食糧難を象徴する事件」であったと評している。
初めの強姦・殺人事件から1年以上を経た1946年（昭和21年）8月17日、7人目と思われる被害者女性が遺体となって発見されたが、直前にこの女性と会っていた小平 義雄（こだいら よしお、当時41歳）が同年8月20日に逮捕され、犯人であると判明した。小平が他の事件への関与も自供したことから、一連の連続強姦殺人事件が発覚した。小平は10件の事件について起訴された。小平は、否定した3件が証拠不十分で無罪、7件が有罪となった。小平は40名の女性に関係を迫り、殺さなかった30名は「人目につくおそれのあったこともあるが、大部分が素直にいうことを聞いたから」という。1948年（昭和23年）11月16日、小平に対する死刑判決が確定し、翌年10月5日に宮城刑務所で刑が執行された。
なお、最後の第7の事件で被害者となった17歳女性は、大相撲の幕内格行司・式守伊三郎（後の立行司・第24代木村庄之助）の実娘だった。
女性へ職の斡旋をして山林に誘い出して殺害する似たような事件が1947年（昭和22年）に発覚したが、これは「第二小平事件」と呼ばれた。また1971年（昭和46年）に発生した連続殺人事件の犯人・大久保清は「群馬の小平」とも言われた。

## 一連の事件

### 有罪となった事件
1. 1945年（昭和20年）5月25日、勤務していた海軍衣糧廠の女子寮に侵入して21歳女子隊員を強姦のうえ殺害。憲兵隊が捜査の際に、別の男に嫌疑がかかった隙をみて小平は退職をして寮を抜け出した。
2. 同年6月、東武鉄道新栃木駅で31歳女性に農家を案内すると言って山林に誘い、3度強姦したのちに絞殺、現金70円と腕時計を奪った。遺体は9月10日に発見された。
3. 同年7月12日、渋谷駅で22歳女性に農家を案内すると言って山林に誘い出す。女性は持っていた小刀を突きつけ対抗するが、逆に奪い取って馬乗りになって絞殺。現金40円入りの財布と腕時計を奪った。
4. 同15日、池袋駅で21歳女性に農家を案内すると言って雑木林に連れ込んで強姦、絞殺。現金60円と下駄1足を奪った。遺体は11月5日に白骨死体となって見つかった。
5. 同年9月28日、東京駅で21歳女性に農家を案内すると声をかけ、山村に連れ込んで強姦・絞殺。現金300円と、物々交換のために持って来ていた縮緬洋服を奪った。遺体は11月1日に発見された。
6. 同年12月29日、東武鉄道浅草雷門駅で21歳女性に農家に案内すると声をかけ、栃木県の山村に連れ込んで強姦・絞殺。現金130円入りの財布とリュックを奪った。
7. 1946年（昭和21年）8月6日、就職の斡旋をすると6月18日に声をかけていた17歳女性を公園裏に連れ出して乱暴し、殺害。8月17日に遺体が発見された。この事件では6月に声をかけられた被害女性が小平と住所を交換し、8月4日に彼女の自宅を訪ねて母親が小平と会っていたため、8月6日に女性が小平と出かけたことが判明し、逮捕された。

### 無罪となった事件
- 1945年11月1日 - 渋谷区の元東横百貨店別館地下室で女性（17）が殺害された事件。この事件では小平が池袋駅で知り合った被害者を「寒いから焚火にあたろう」と同所に連れ込んで強姦の末絞殺したと自供し、起訴された。しかし、小平は公判で関与を否認し、証拠不十分で無罪となった[8][9][10]。
- 1946年6月9日 - 芝区の運送会社廃自動車置き場で国民学校高等科2年の女子生徒（15）が殺害された事件。この事件では付近の米軍兵舎で雑役夫として働いていた小平が、同所に残飯を貰うために出入りしていた被害者を「パンをやる」と言って誘い出し、強姦しようとしたところ抵抗したため絞殺したと自供し、起訴された。しかし、小平は公判で関与を否認し、証拠不十分で無罪となった[11][9][10]。
- 同年7月22日 - 有罪となった7番目の事件現場付近で17、8位の身元不明女性の絞殺体が見つかった事件。小平が自供の際話した被害者の服装が、発見された遺体と合致しており、品川駅で知り合い、度々食物を与えていた被害者を同所に連れ出して強姦の末絞殺したとして起訴された。しかし、小平は公判で関与を否認し、証拠不十分で無罪となった[12][9][10]。

### その他事件（立件なし・関与の有無不明）
- 1945年6月13日 - 中禅寺湖で裸の女性の変死体が見つかった事件。検死の結果、年齢は30歳位で、当初溺死とみられていたものの、水を飲んでいないことが判明。6月頃、小平が女を連れて日光に遊びに行ったと小平の叔母が申し立てていることから関与が疑われた[13]。
- 同年12月2日 - 高等女学生（17）が「友人宅を訪問する」と外出し、翌年1月3日、栃木県日光町の東大植物園脇細道で頸部を短刀様の物で刺され殺害されているのが見つかった事件。実兄が病死したため、小平は1946年1月中旬に帰郷しており、犯行現場が郷里の途中にあったことから関与が疑われた[14]。
- 1946年1月4日 - 千葉県松戸市金ケ作の山林から32、3歳の身元不明女性の他殺体が見つかった事件。被害者が、自身がしめていた細紐で絞殺されていたという手口が一連の犯行と似ていたことから関与が疑われた[15]。

## 小平義雄

### 人物
1905年（明治38年）1月28日生まれ。栃木県上都賀郡日光町出身。小平の実家は橋本屋の屋号で商人宿を経営していたが、父親の三道楽が原因で家業は傾き、所有していた畑地や山林も手離し、橋本屋も人手に渡り、その後は家族8人で困窮生活を送っていた。家系的には母方には裁判官や弁護士など司法関係の職に就く優秀な者が多かったものの、父方の家系には精神的な負因があり、父親の兄弟5人全員が精神を病んでいたという。子供の頃、吃音症のある友達の真似をしているうちに吃音がうつった。
1921年(大正11年)18歳になった小平は地元を離れて上京し、銀座の亀屋食料品店に住み込みの小僧として働きに出ていたが長続きせず、地元に出戻り古川電工製錬所の見習工員として勤め始めた
1923年（大正12年）6月に横須賀海兵団に入団、横須賀の売春婦を相手に初体験、寄港地では娼婦を買い漁ったという。1928年の山東出兵で海軍陸戦隊員として済南事件に参加、現地で日清紡績の工場警備にあたったが、市街戦も経験している。中国では、頻繁に他の兵士らと民家に押入り、婦女暴行や妊婦の殺害などを行っていたという。1929年5月上司への不満を理由に海軍三等機関兵曹として退役。この年には戦時の功績で勲八等旭日章を受けている。除隊後の1931年(昭和6年)、28歳になると元の職場であった古川電工の製錬所に復職し、そこで工場長の姪と見合い結婚したが、浮気相手である女性に子供を産ませていた。1932年（昭和7年）7月、それを知った妻が小平から離れて実家に戻ったところ、逆上した小平は妻の実家を襲撃、鉄棒で義父を殺害し、6人を負傷させた。この殺傷事件で小平は懲役15年の有罪判決を受けたが、二度の恩赦によって1940年（昭和15年）に仮出所した。
37歳の頃に妻と離婚し、1944年(昭和20年)に富山県出身の女性と再婚。翌年2月には長男が誕生したが、その3カ月後に妻子を富山県にある妻の実家に預けて単身で上京して、第一の犯行を起こした。
海外出兵時の強姦・一般人殺害といった犯罪経験を戦後の犯行と結びつける見解もある。戦後の連続強姦殺人での逮捕後の取調べでは、強姦の模様を喜々として語り、自ら自身の一物を見せて「人と変わらんでしょう」と言ったと伝わる。また、取り調べおよび公判での本人質問の際に「戦争の時にわしよりむごいことをした連中を大勢知っていますが、平和なときにわしだけひどいことをした者はいないと思います。全く人間のすることじゃありません」と答えた。

### 裁判
検察は小平の犯行として10件の強姦、殺人、強盗、窃盗を併合して起訴したが、小平は7件の犯行について認めたものの、一審で3件は証拠不十分として無罪となった。裁判は最高裁まで争われたが一審判決の死刑判決は覆ることなく、1948年(昭和23年)11月26日の上告棄却の判決で死刑が確定した。
一審から上告審を通して弁護人は小平本人の希望で元司法次官、元大審院部長の三宅正太郎博士が弁護人を務めた。公判時には当時は幅広く許可されていた法廷内での写真撮影及び新聞記者によるインタビューには一切応じず、常に深編み笠を被って顔を隠し続けた他、一審における判決公判時には本人及び三宅正太郎弁護人による『法廷内での写真撮影及び取材活動の一切の禁止』を求める申し立てが裁判長によって認められた。この申立てが認められた事がその後の裁判所内における撮影、録音の禁止、取材活動の制限に繋がったと指摘されている。

### 死刑
死刑判決直後は粗暴な態度が目立った小平であったが、面会に来た妻が自責の念を泣いて告白したことや、また教誨師との交流を通じて、次第に態度を改めていった。1949年（昭和24年）10月5日に死刑執行。当日、教誨師に対し「こういう落ち着いた日に死ねるのは幸福だ」と言った。そして、「自分は荘厳な気持ちですべてを清算し、静かな気持ちで死んで行きます。長い間、お世話になった人々によろしくお伝え下さい。家族の者もどうぞ天命を完うしてください」とする遺書と「亡きみ霊、赦し給へし過去の罪、今日を最後に深く果てなん」という辞世の句を残した。

## 映画化
- 『続日本暴行暗黒史 暴虐魔』犯人役:山下治 - 監督若松孝二、1967年12月公開
- 『明治大正昭和 猟奇女犯罪史』犯人役:小池朝雄 - 監督石井輝男、1969年8月27日公開